# Akarçay Tepe
Koordinaten: 36° 55′ 8″ N, 38° 1′ 31″ O
Akarçay Tepe ist ein östlich des Euphrats in unmittelbarer Nähe zur syrischen Grenze gelegener archäologischer Fundort beim Dorf Akarçay im Landkreis Birecik der türkischen Provinz Şanlıurfa, am Südufer des Baches Su Deresi, der westlich davon in den Euphrat mündet. Der Ort war im 8. und 7. Jahrtausend v. Chr. besiedelt.
Er wurde 1994 durch Guillermo Algaze im Zuge von Feldbegehungen entdeckt und seit 1999 ausgegraben.
Die älteste Bauphase besteht aus Grillplangebäuden, wie sie etwa auch von Nevalı Çori und Cayönü bekannt sind. In der folgenden Phase verschwinden diese zugunsten der ebenfalls aus Nevalı Çori bekannten Zellplangebäude, die dann bis zum Ende des präkeramischen Neolithikums in Gebrauch blieben. Eine Besonderheit ist eine Ummauerung der Siedlung, die von 7.800 bis rund 6.000 v. Chr. bestanden haben muss.